# Leucandra multifida
Leucandra multifida är en svampdjursart som först beskrevs av Carter 1886.  Leucandra multifida ingår i släktet Leucandra och familjen Grantiidae. Inga underarter finns listade i Catalogue of Life.